# Chickamale, Malur
Chickamale là một làng thuộc tehsil Malur, huyện Kolar, bang Karnataka, Ấn Độ.